# Jovan Popović (écrivain)
Pour les articles homonymes, voir Jovan Popović et Popović.
Jovan Popović (en serbe cyrillique : Јован Поповић ; né le 18 novembre 1905 à Kikinda et mort le 13 février 1952 à Belgrade) était un écrivain et un poète serbe. Il s'est battu aux côtés de Partisans de Tito dès 1941. En tant qu'écrivain, il était membre de l'Académie serbe des sciences et des arts.

## Hommages
Une statue en son honneur est érigée au centre de sa ville natale de Kikinda et un buste devant l'école de Susek. Plusieurs écoles portent son nom.

## Quelques ouvrages
- 1928 : Knjiga drugova (Le second Livre)
- 1932 : Reda mora da bude (Il doit y avoir)
- 1941 : Lica u prolazu (Les Personnes qui passent)
- 1944 : Istinite legende (Légendes vraies)